# 安治川橋梁 (大阪環状線)
安治川橋梁（あじがわきょうりょう）は、JR西日本大阪環状線の西九条駅と弁天町駅の間の旧淀川（安治川）に架橋されている全長173.6mの鉄道橋。
旧淀川は船の航路となっているため河中に橋脚を持っておらず、この部分の中央支間は120.0mである。また旧淀川両岸の道路上空も同時に越えるため、右岸側支間24.5mと左岸側支間28.5mの部分を含め、全長173.6mの橋梁となっている。
また、船舶航路上空は最低10m桁下を確保する必要があったため、桁下は平均高水位上10.12mで建設されている。

## 歴史
1959年（昭和34年）4月に橋脚基礎工事が開始された。橋脚基礎は橋梁の荷重6,500トンに耐えるため、7m×1mの矩形ケーソンを深さ35mの天満層に達するまで掘り下げ設置されている。また、橋梁の架設時には1日数百隻が行き交う旧淀川の航路を閉鎖せず施工するため、両側の橋脚上に高さ38mの仮設鉄塔を設け、鉄塔間に張り渡されたケーブルからハンガーロープにより橋体を吊り下げながら架設する「ケーブルエレクション工法」が用いられた。横桁とアーチの下弦材は1960年6月に取付が完了し、その後アーチの上弦材の取付が行われ橋梁が完成した。
完成した橋梁は蒸気機関車によって踏み固められた後、1961年（昭和36年）4月25日に西九条駅と境川信号場の間の橋梁として開通した。